# ヘルベルト・イーレフェルト
ヘルベルト・イーレフェルト（ドイツ語: Herbert Ihlefeld、1914年6月1日 - 1995年8月8日）は、ドイツ空軍の軍人。最終階級は大佐。スペイン内戦で9機、第二次世界大戦で123機を撃墜したエース・パイロットであり、その戦功から柏葉・剣付騎士鉄十字章を受章した。

## 経歴
1914年6月1日、ポンメルン州のピンノウ（現ポーランド・ヴィエルコポルスカ県プニエヴォ）の農家に生まれた。機械工の職業教育の後、1933年4月1日にヴァイマル共和国軍に入隊。当初はシュテッティンに拠点を置く第5歩兵連隊に擲弾兵として配属され、1934年にユーターボークの航空技術学校に配属された。1935年に空軍が新設されたことで転属。1937年3月、第132戦闘航空団第I飛行隊（I./JG 132）に配属された。同年末、スペイン内戦中にコンドル軍団に参加し、第88戦闘飛行隊（J/88）第2中隊に伍長として配任され、試験的に投入された3機のメッサーシュミット Bf 109 B-1の内1機を支給された。1938年2月21日、ポリカルポフ I-16を撃墜し、初戦果を記録。6月2日、ラ・セニアを攻撃したツポレフ SBを撃墜し、5機撃墜によりエース・パイロットとなった。1938年2月から7月にかけて9機（うち未確認2機）を撃墜し、その功績から剣付スペイン十字章金章を授与された。
8月1日、第2教導航空団第I(戦闘)飛行隊（I.(Jagd)/LG 2）に配属され、8月20日に少尉に昇進した。
1939年9月26日、ポーランド上空で戦闘任務に出撃し、二級鉄十字章を受章した。フランスの戦いでは、ダンケルクの戦い（1940年5月26日～6月4日）の中、5月29日に戦闘空中哨戒任務に出撃。メッサーシュミット Bf109 11機がサン＝カンタン近郊の高度2,500メートル（8,200フィート）でフランス空軍モラーヌ・ソルニエ M.S.406 2機と交戦した。イーレフェルトは20時15分にその内の1機を撃墜。もう1機をハンス・トリューベンバッハ大尉が撃墜した。この撃墜がイーレフェルトの第二次世界大戦での初戦果だった。6月30日、15時25分にブリストル ブレニム、15時30分にスピットファイアを撃墜。搭乗していたBf 109 Eに被弾しサントメール近郊に不時着したが幸いにも無傷だった。
6月1日、中尉に昇進後、I.(J)/LG 2の第2中隊の中隊長に任命された。7月4日、一級鉄十字章を受章。7月9日、I.(J)/LG 2はイギリス海峡とテムズ川河口域及び北海を航行するイギリスの船舶を攻撃する第2爆撃航空団（KG 2）の護衛任務を務めた。この種の任務はドイツ軍では「カナールカンプフ（水路戦）」と呼ばれ、ドイツ空軍とイギリス空軍（RAF）の間で一連の空戦が続くこととなった。この日3回目のドルニエ Do 17の護衛任務（16時25分～17時20分）で、16時30分にイーレフェルトはホーカー・ハリケーンを撃墜し、4機撃墜を記録した。

### バトル・オブ・ブリテン～地中海戦域
7月11日、I.(J)/LG 2はドイツ北部のイェファーへの移転を命じられた。飛行隊はその後4週間の休暇を与えられ、整備・オーバーホールを受け、8月8日にカレーの東にあるマルクの飛行場に移転し西部戦線に戻った。 8月1日、アドルフ・ヒトラーは総統指令第17号を発令。戦略目標は、アシカ作戦に備えて航空優位を達成するためにRAFと交戦・撃破することだった。8月13日、アドラーターク（鷲の日）の間、I.(J)/LG 2は第1教導航空団第IV飛行隊（IV./LG 1）と第1急降下爆撃航空団第II飛行隊（II./StG 1）のJu 87 シュトゥーカの護衛任務を務め、 RAFのロッチフォードとデトリングの飛行場を攻撃した。この任務（16時25分～17時35分）でイーレフェルトはハリケーンを撃墜し、5機撃墜を記録した。
8月22日、I.(J)/LG 2は南イングランド上空の空中哨戒任務に出撃した。イーレフェルトはドーバー近郊でスピットファイア2機を撃墜。8月24日、イングランド南部の天候が改善され、I.(J)/LG 2はケント上空の空中哨戒任務に出撃。イーレフェルトはスピットファイア2機を撃墜した。
8月30日、イーレフェルトはカレー付近のイギリス海峡上空でスピットファイアを撃墜し、10機撃墜を記録。同日、I.(J)/LG 2の飛行隊長のベルンハルト・ミールケ大尉が戦死し、イーレフェルトはその後任として同隊の飛行隊長に任命された。8月31日、I.(J)/LG 2は地上攻撃飛行隊であるII.(Schl)/LG 2の戦闘機護衛任務に出撃。最初の任務（10時25分～11時20分）でビギン・ヒルの飛行場を攻撃し、夕方にはクロイドンの飛行場を攻撃した。2回目の任務で第303コシチュシコ戦闘機中隊のハリケーンと交戦し、イーレフェルトはその内の1機を撃墜した。
9月2日、ホーンチャーチ飛行場の攻撃任務でスピットファイア2機を撃墜し、撃墜数を13機に伸ばした。9月5日、デトリング飛行場が攻撃目標になり、再びスピットファイア2機を撃墜した。9月6日、I.(J)/LG 2は第210実験飛行隊を護衛し、ロンドン各地の飛行場に向かった。イーレフェルトはハリケーン2機を撃墜し、17機撃墜を記録した。
9月7日、I.(J)/LG 2はローグ作戦に参加し、戦闘機648機によって護衛された爆撃機350機がロンドン広域の様々な目標を攻撃した。I.(J)/LG 2はイーストエンド・オブ・ロンドンのドックに向かう爆撃機を護衛した。この任務で、イーレフェルトはハリケーン2機を撃墜した。9月11日、ドイツ空軍は再び大規模な攻撃を行った。戦闘機750機によって護衛された爆撃機280機がロンドンに向かった。イーレフェルトは17時05分にスピットファイア、17時10分にはハリケーンを撃墜した。9月13日、21機撃墜の功により騎士鉄十字章を受章し、9月16日にヒトラーから騎士鉄十字章を直々に授与された。9月27日、ロンドンへ向かう爆撃機の護衛任務で、ハリケーン2機を撃墜し、25機撃墜を記録した。この任務で、第1中隊の中隊長のアドルフ・ブール中尉が戦死した。イーレフェルトはブールの死の原因となったハンス・ヨアヒム・マルセイユを厳しく叱責し、LG 2から放逐した。10月1日、大尉に昇進した。
RAFに敗戦したことにより、I.(J)/LG 2は大きな損失を被り、11月5日にI.(J)/LG 2は再編成・再装備のためにケルンのブッツヴァイラーホフ飛行場に戻らなければならなかった。6月30日から10月末まで、I.(J)/LG 2は92機を撃墜していたが、10人が戦死または行方不明、4人が捕虜になっており、戦闘機38機が破損していた。12月26日、I.(J)/LG 2は西部戦域に戻るように命じられた。同日、カレー=マルクの飛行場に飛行し、第52戦闘航空団（JG 52）の本部小隊に従属した。1941年1月17日15時50分、イーレフェルトはブローニュ＝シュル＝メールの北西でスピットファイアを撃墜し、26機撃墜を記録した。
2月14日、イーレフェルトはアシュフォードとカンタベリー上空の戦闘空中哨戒でスピットファイア2機を撃墜した。2月26日、第54、第74、第92、第601、第609飛行隊のハリケーンとスピットファイアによって護衛された第139飛行隊のブリストル ブレニム12機がカレーの港湾施設を標的にしていた。イーレフェルトは第54飛行隊のハワード・スクワイア空軍軍曹が搭乗するスピットファイアを撃墜し、30機撃墜を記録した。スクワイアは強制着陸を余儀なくされ、捕虜になった。3月1日17時20分、イーレフェルトはカレーの西でスピットファイアを撃墜し、31機撃墜を記録。3月13日15時45分、I.(J)/LG 2はグリ・ネ岬の北20キロ（12マイル）でスピットファイアと交戦し、イーレフェルトは1機を撃墜した。3月19日、19時08分と19時10分にヘイスティングス上空でスピットファイアを撃墜し、34機撃墜を記録した。3月25日、イーレフェルトはダンジネス付近でスピットファイアを撃墜し、西部戦線での最後の撃墜を記録した。3月30日、I.(J)/LG 2はウィーンへの移転を命じられた。1940年12月以来、西部戦線でI.(J)/LG 2はパイロット3人が戦死したが24機を撃墜した。

### バルカン戦線
4月6日、マリタ作戦が発動。I.(J)/LG 2 はユーゴスラビア侵攻に参加した。部隊はブルガリアのラドミルを拠点にし、ヴォルフラム・フォン・リヒトホーフェン上級大将の指揮する第8航空軍団に従属していた。この作戦での I.(J)/LG 2 の主な戦略目標は、スコピエ地区のユーゴスラビア王国空軍の飛行場であった 。I.(J)/LG 2 はII.(S)/LG 2と共に、5回の戦闘任務を遂行した。これらの任務のうちの最初の任務で、ヴァルダル渓谷の鉄道とニシュ近郊の飛行場を対地射撃している間に、イーレフェルトは高射砲によりBf 109 E-7 (Werknummer 2057-製造番号)が撃墜され、ユーゴスラビア兵に捕らえられた。ニシュの飛行場は閑散としており、イーレフェルトは小銃で撃たれ、頭部に軽傷を負った。拘留中、銃殺隊にひどく殴られ死刑の脅迫を受けた。4月14日、8日間の拘束の後、第5装甲師団 のドイツ軍によって救出され、療養のためドイツに戻った。
4月17日、休戦協定が締結されユーゴスラビア侵攻は終了した。同日、I.(J)/LG 2はギリシャのプトレマイダに移転し、3日後、ラリサに移転した。4月21日、I.(J)/LG 2はピレウスとアテネの港に対する任務を遂行した。4月27日、I.(J)/LG 2はエレウシスに移った。4月30日、ギリシャの戦いは終了し、I.(J)/LG 2は5月2日まで休息の期間を与えられた。5月13日、I.(J)/LG 2はクレタ島の戦い（1941年5月20日～6月1日）のため、クレタ島上空の偵察任務に出撃した。クレタ島に対する任務はモラオイの飛行場から出撃した。翌日、I.(J)/LG 2はさまざまな目標に対して最初の地上攻撃任務を遂行した。5月22日、I.(J)/LG 2は軽巡洋艦フィジーを爆撃し、撃沈に成功した。5月26日、クレタ島マレメ上空でハリケーンを撃墜した。5月31日、I.(J)/LG 2のクレタ島での任務は終わった。この日までに、I.(J)/LG 2はこの戦いで6機を撃墜した。I.(J)/LG 2はバルバロッサ作戦のために、ベオグラードに移転した。
6月18日、I.(J)/LG 2はブカレストに移り、南方軍集団を支援する第77戦闘航空団（JG 77）の指揮下に入った。6月21日、I.(J)/LG 2はロマンに移った。その晩、パイロットと地上勤務員は、ソ連侵攻について説明され、東部戦線が開かれた。6月22日3時20分、JG 77とI.(J)/LG 2のBf 109 70機がソ連の飛行場を攻撃し、第27爆撃航空団第III飛行隊（III./KG 27）の戦闘機を護衛した。6月23日、SB-2 2機を撃墜し、東部戦線で初戦果を記録した。同日、JG 77とI.(J)/LG 2は、7回の戦闘任務を行った。最初の任務で、Bf 109 34機はドイツ陸軍を支援するために、KG 27の2個飛行隊の戦闘機を護衛した。5時50分に、イーレフェルトは37機目を撃墜した。19時10分に始まった7回目の任務では、チェルニウツィーで爆撃機を撃墜した。6月26日、イリューシン DB-3 2機撃墜により40機撃墜を達成した。この戦功により6月27日にドイツ全軍で16人目となる柏葉付騎士鉄十字章を受章した、国防軍軍報での自身に関する6回の言及の内の最初となる言及を受けた。
6月28日、イーレフェルトはヤシ近郊を戦闘空中哨戒中にI-16を撃墜した。6月29日、I.(J)/LG 2はウージュホロドの飛行場に移り、7月1日にトゥドラの飛行場に移った。7月2日、I.(J)/LG 2は5回の戦闘任務に出撃し、イーレフェルトはI-153を撃墜し、42機撃墜を記録した。7月4日、カームヤネツィ＝ポジーリシクィイへのシュトゥーカ護衛任務でI-15を撃墜した。 7月6日、I.(J)/LG 2は7回の戦闘任務に出撃し、そのうち2回会敵した。この日6回目の任務で、I.(J)/LG 2は7機のI-16に護衛された5機のSB-2に遭遇した。イーレフェルトは1機のI-16を撃墜し、44機撃墜を記録した。
8月30日、ソ連の戦闘機5機を撃墜し、「ace-in-a-day（1日で5機以上を撃墜した飛行士）」の称号を得た。1942年春に撃墜（3月24日に5機、3月30日に7機、4月20日に7機）を重ね、4月22日に第二次世界大戦で5人目となる100機撃墜を達成。4月24日、柏葉・剣付騎士鉄十字章を授与された。1月13日、I.(J)/LG 2は第77戦闘航空団第I飛行隊（I./JG 77）に改称された。イーレフェルトが指揮を執った間、I./JG 77は323機を撃墜し、損害は17機のメッサーシュミット Bf109だけだった。

### 戦闘航空団司令
5月11日、フリードリヒ・ベックに代わりJG 52の戦闘航空団司令に任命され、I./JG 77の飛行隊長はオスカー＝ハインリヒ・ベールが後任となった。この任命に先立ち、カール＝ゴットフリート・ノルトマン大尉の下に第51戦闘航空団本部小隊の訓練担当指揮官として派遣された。6月、イーレフェルトは少佐に昇進し、6月26日にはJG 52の指揮を執った 。7月22日、Fi 156 シュトルヒを飛行中にソ連戦闘機によって撃墜され重傷を負い、前線から離れた。1943年7月21日、デ・ハビランド モスキートの迎撃用に新たに設立された第25戦闘航空団（JG 25）に戦闘航空団司令として復帰した。
1944年2月1日、中佐に昇進。5月1日、一時的に第11戦闘航空団（JG 11）の戦闘航空団司令となった。5月11日にヴァルター・エーザウ大佐が戦死して以来、第1戦闘航空団（JG 1）を戦闘航空団司令として指揮していたベールに代わり、5月20日にJG 1の戦闘航空団司令になった。7月14日、マスタングとスピットファイアを撃墜し、7月25日にアブロ ランカスターとスピットファイアを撃墜した。

### ボーデンプラッテ作戦と終戦
西部航空集団司令部はネーデルラントの連合国軍飛行場に対して大規模空襲を行うボーデンプラッテ（大鉄槌）作戦に参加する全戦闘航空団司令に、12月5日にフランマースフェルトの第II戦闘機軍団本部で開かれる会議に出席するよう命じた。作戦前、イーレフェルトは苦境に立たされていた。JG 1は12月27日に戦死した 第I飛行隊の飛行隊長ハンス・エーラーズ大尉と12月24日に戦死した第 III飛行隊長の飛行隊長エーリッヒ・ヴォイトケ大尉を失っていた。第II飛行隊の飛行隊長ヘルマン・シュタイガー大尉もまた、損傷した戦闘機をフランクフルトに着陸させ、まだ部隊に戻っていなかった。12月31日の昼下がり、任務説明のために新しい3人の飛行隊長をトウェンテに召集した。新しい第I飛行隊の飛行隊長はゲオルク・ハックバルト大尉、第II飛行隊の飛行隊長はフリッツ・ウェグナー中尉、第 III飛行隊はハラルド・モルデンハウアー大尉がの飛行隊長となった。
1945年1月1日、トゥエンテを拠点とする航空団本部飛行隊と第I飛行隊は8時10分に離陸し、8時15分に離陸したライネを拠点とする第III飛行隊と合流した。戦略目標はマルデゲムとウルセルの飛行場だった。この編隊は第1夜間戦闘航空団（NJG 1）の4機の夜間戦闘機Ju 88 (航空機) よって率いられた。20機のフォッケウルフ Fw190 A-8と30機のBf 109 G-14の編隊は、高度50メートル（160フィート）で西に向かった。ハーグに近づくにれ、空軍の作戦について知らされていなかったドイツ軍の高射砲部隊による正確で激しい高射砲撃を受けた。数機の戦闘機に命中し、その中にはロッテルダム付近に強制着陸を余儀なくされたイーレフェルトも含まれていた。レンゲリヒとバヴィンケルの間のドロープに拠点を置いていた第II飛行隊も8時15分に離陸し、ヘントの飛行場に向かっていた。 JG 1はイーレフェルトを抜きにして任務を続行したが、この攻撃の結果はピュロスの勝利だった。JG 1は敵機約60機を破壊または損傷させたが、そのうち54機が地上撃破で、パイロット25人が戦死、航空機29機が損傷した。
ボーデンプラッテ作戦の後アルデンヌ上空の制空権の維持に失敗し、著しく弱体化したII./JG 1は現在のチェルニャホフスクである東プロイセンのインステルブルクに移転した。1月14日、I./JG 1はトゥウェンテのヘンゲロー上空でRAFの戦闘機と会敵した。JG 1はパイロット7人が戦死、3人が負傷、2人が行方不明になり、合計12人を失った。RAFはJG 1の第1中隊と第2中隊がトゥウェンテ空港を離陸時に、2機を撃墜した。
イーレフェルトはこのような惨敗のために第I飛行隊の新しい飛行隊長のギュンター・カピト少佐を軍法会議に召喚すると脅したが、東部戦線に移転中で叶わなかった。ポーランドでJG 1は一時的に帝国航空艦隊に配属された。
1月22日、ベルリンに召集され、後に「戦闘機パイロットの反乱」と呼ばれるヘルマン・ゲーリング国家元帥との会合に出席した。これは空軍最高司令部への忌憚のない態度のために「戦闘機隊総監」を罷免されたアドルフ・ガーランドを復権させる企てであった。会合はベルリンのHaus der Flieger(飛行士の家)で行われ、イーレフェルト、ギュンター・リュッツオウ、ヨハネス・トラウトロフト、ヘルマン・グラーフ、ゲルハルト・ミハルスキー、ヘルムート・ベンネマン、クルト・ビューリゲン、エーリヒ・レイをはじめとする戦闘航空団司令たちと、その敵対者であるゲーリングが部下のベルント・フォン・ブラウヒッチュとカール・コラーの後援を受けて出席した。戦闘機パイロットたちは、リュッツオウをスポークスパーソンとして率先してゲーリングを批判し、事実上ヨーロッパでの空戦の敗北につながった決断の個人的責任をゲーリングに負わせた。
1月30日、大佐に昇進。大戦末期には、JG 1の部隊にHe 162 フォルクスイェーガーが配備された。イーレフェルトが戦時中に搭乗したHe 162 A-2 (Werknummer 120230)は、現在国立航空宇宙博物館に所蔵されている。

### 後半生
1984年、雑誌「AFTER THE BATTLE」の編集者のウィンストン・ラムジーはイーレフェルトと1941年2月26日に彼が撃墜したスクワイアの両名に連絡し、会談を手配した。その後、イーレフェルトとスクワイアはカレーで会談した。1995年8月8日、イーレフェルトはニーダーザクセン州ヴェニッヒセンで亡くなった。満82歳没。彼の遺骨はバーデン＝ヴュルテンベルク州キルヒハイム・ウンター・テックの骨壺葬地に埋葬された。

## 受勲
- スペインの軍事メダル[69]
- 剣付スペイン十字章金章[69]
- 戦傷章黒章[69]
- ペナント付き黄金空軍前線飛行章[69]
- パイロット兼観測員章[69]
- 鉄十字1939年章
  - 二級鉄十字章 (1939年9月26日)[70]
  - 一級鉄十字章 (1940年7月4日)[70]
- 空軍名誉杯 (1941年6月12日)[2]
- ドイツ十字章金章 (1942年4月9日)：第77戦闘航空団第I飛行隊の大尉として[71]
- 柏葉・剣付騎士鉄十字章
  - 騎士鉄十字章 (1940年9月13日)：第77戦闘航空団第I飛行隊のパイロット及び中尉として[72][73][75]
  - 柏葉 第16号 (1941年6月27日) ：第77戦闘航空団第I飛行隊の飛行隊長及び大尉として[74][76][77]
  - 剣 第9号 (1942年4月24日)：第77戦闘航空団第I飛行隊の飛行隊長及び大尉として[74][78][79]

### 国防軍軍報からの引用
| Date          | 国防軍軍報のオリジナル原稿 | 和訳（英訳から転訳） |
| ------------- | --- | --- |
| 1941年6月27日 | Hauptmann Ihlefeld, Kommandeur einer Jagdfliegergruppe, errang am 26. Juni seinen 39. und 40. Luftsieg.                                                  | 戦闘航空団司令であるイーレフェルト大尉は6月26日に39機目と40機目の撃墜を達成した。                                                          |
| 1942年3月26日 | Hauptmann Ihlefeld schoß am 24. März seinen 70. bis 74. Gegner im Luftkampf ab.                                                                          | イーレフェルト大尉は3月24日、空戦で70～74機目の敵機を撃墜した。                                                                            |
| 1942年3月31日 | Hauptmann Ihlefeld errang mit sieben Abschüssen seinen 82. Luftsieg.                                                                                     | イーレフェルト大尉は7機撃墜し、82機撃墜を達成した。                                                                                        |
| 1942年4月20日 | Hauptmann Ihlefeld errang an der Ostfront seinen 85. bis 88. Luftsieg.                                                                                   | イーレフェルト大尉は東部戦線で85～88機目の撃墜を達成した。                                                                                 |
| 1942年4月21日 | Hauptmann Ihlefeld errang gestern an der Ostfront seinen 89. bis 95., Oberleutnant Geißhardt der gleichen Jagdfliegergruppe seinen 52. bis 56. Luftsieg. | イーレフェルト大尉は昨日、東部戦線で89～95機目の撃墜を記録し、同じ戦闘航空団のフリードリヒ・ガイスハルト中尉は52～56機目の撃墜を記録した。 |
| 1942年4年23日 | Hauptmann Ihlefeld errang am gestrigen Tag an der Ostfront seinen 98. bis 101. Luftsieg.                                                                 | イェーレフェルト大尉は昨日、東部戦線で98～101機目の撃墜を達成した。                                                                        |